# 欧内斯特·约翰·奥比纳
欧内斯特·约翰·黃·奥比纳（Ernest John Uy Obiena，1995年11月17日—），中文名蔡华强，菲律宾男子撑竿跳高运动员，亞洲紀錄保持者。自 2023 年 9 月，蔡華強晉升至世界田聯排行男子撑竿跳高的世界第二位，位於世界紀錄保持者，兩屆奧運冠軍杜普蘭蒂斯之後。
2022年亞洲運動會男子撑竿跳高金牌、2017年亚洲田径锦标赛铜牌、2019年亚洲田径锦标赛金牌、2022年世界田径锦标赛铜牌、2023年世界田径锦标赛銀牌、2023年亚洲田径锦标赛金牌得主。
蔡華強的祖籍為晉江金井鎮的塘東村。

## 外部連結
- 欧内斯特·约翰·奥比纳在World Athletics（英语）
- 欧内斯特·约翰·奥比纳在Olympedia（英语）